# یوتابیت
یوتا‌بیت یک ضریبی از واحد بیت است که برای انبارش داده کامپیوتری استفاده شده و علامتش Ybit یا Yb می‌باشد. پیشوند یوتا (با علامت Y) در دستگاه بین‌المللی یکاها ضریب ۱۰۲۴ (سپتیلیون) تعریف شده است، بنابراین:
۱ یوتا‌بیت = ۱۰۲۴ بیت = ۱۰۰۰ زتابیت
یکای یوتابیت ارتباط نزدیکی با یکای یوبی‌بیت، یک یکای دودویی با پیشوند یوبی که به ارزش ۲۸۰ (۱٬۲۰۸٬۹۲۵٬۸۱۹٬۶۱۴٬۶۲۹٬۱۷۴٬۷۰۶٬۱۷۶) بیت بوده و حداکثر ۲۱٪ از یوتابیت بزرگتر است، دارد. با وجود اینکه پیشوند‌های جدیدی بر مبنای دودویی توسط کمیسیون الکتروتکنیکی بین‌المللی (استاندارد آی‌ئی‌سی ۶۰۰۲۷) تعریف شده‌اند اما هنوز در بازار از پیشوندهای اس‌آی استفاده می‌شود.